# Гаугесунн (аеропорт)
Аеропорт Геугесунн (норв. Haugesund lufthavn; (IATA: HAU, ICAO: ENHD)) — міжнародний аеропорт, що обслуговує регіон Геугаланн у Норвегії. Він розташований недалеко від міста Геугесунн на півострові Гельганес на острові Кармей у муніципалітеті Кармой, фюльке Ругаланн, Норвегія. Аеропорт має злітно-посадкову смугу довжиною 2120 м з напрямком 13/31. У 2014 році аеропорт обслужив 694 005 пасажирів.
Аеропорт відкритий 8 квітня 1975 року. Окрім рейсів SAS до столиці, в аеропорту присутні компанії Nordsjøfly, Braathens SAFE, Busy Bee, Coast Aero Center, Coast Air Norwegian і SAS Commuter, що пропонують внутрішні напрямки. Новий міжнародний термінал відкрили в 1989 році. Регулярні міжнародні рейси почалися в 1998 році. Ryanair відкрив рейси у 2003 році, після чого злітно-посадкову смугу подовжили на 400 метрів.

## Зручності
Аеропорт розташований на півострові Гельганес у Кармої. В аеропорту є будівля терміналу із залою внутрішніх і міжнародних вильотів, розташованою на базовій висоті 27 м над середнім рівнем моря. Він має одну злітно-посадкову смугу 13/31 з асфальтовим покриттям розміром 2120 x 45 м. Він має доступний розбіг (TORA) 2060 м і доступною посадковою дистанцією (LDA) 2000 м. Аеропорт оснащений системою посадки за приладами та пожежно-рятувальним обслуговуванням 7 категорії.

## Авіалінії та напрямки
Scandinavian Airlines і Norwegian Air Shuttle здійснюють щоденні рейси до Осло на літаках Boeing 737. Wizz Air виконує чотири рейси на тиждень до Гданська. У 2012 році аеропорт мав дефіцит у розмірі 20 млн крон. Аеропорт Геугесунн обслужив 694 005 пасажирів, здійснив 10 265 рейсів літаків і обробив 234 тонни вантажів, що робить його одинадцятим за завантаженістю аеропортом країни.
| Авіакомпанія          | Пункт призначення                                                        |
| --------------------- | ------------------------------------------------------------------------ |
| Avion Express         | Сезонний чартер: Родос                                                   |
| Norwegian Air Shuttle | Осло-Гардермуен Сезонний чартер: Гран-Канарія                            |
| Pegasus Airlines      | Сезонний чартер: Анталія                                                 |
| Ryanair               | Аліканте Сезонний: Малага                                                |
| Scandinavian Airlines | Осло-Гардермуен Сезонний чартер: Ханья, Гран-Канарія, Пальма-де-Мальорка |
| Widerøe               | Берген Seasonal charter: Мальта                                          |
| Wizz Air              | Гданськ                                                                  |

## Статистика
Див. джерело запитів Вікіданих та джерела.

## Наземний транспорт
Аеропорт розташований на кінцевій зупинці європейської дороги E134, за 15-20 хвилин їзди від центру міста Геугесунн. В аеропорту є стоянка на 1200 автомобілів; також доступні таксі та прокат автомобілів.
Tide Buss здійснює автобусне сполучення з аеропортом до центру міста.. NOR-WAY Bussekspress здійснює автобусне сполучення з Бергена до Ставангера, Kystbussen, через аеропорт Геугесунн у прив'язці з рейсами Ryanair. Час у дорозі до Ставангера становить 1:40 години, а до Бергена — 3:00 години. Обидва включають поїздку на поромі.